# Дивинченцо, Донте
Донте Дивинченцо (англ. Donte DiVincenzo; род. 31 января 1997 года) — американский профессиональный баскетболист, выступающий за клуб Национальной баскетбольной ассоциации «Миннесота Тимбервулвз». Чемпион НБА 2021 года в составе «Милуоки Бакс». До прихода в НБА играл за команду университета Вилланова «Вилланова Уайлдкэтс» в составе которой стал чемпионом NCAA в 2016 и 2018 годах.

## Биография
Донте Дивинченцо родился в Ньюарке (штат Делавэр) в семье Джона и Кэти Дивинченцо. Первоначально мальчик увлекался футболом, однако в старшей школе переключился на баскетбол. Он учился в старшей школе Сейлсианум, где выступал за местную баскетбольную команду, в составе которой дважды выигрывал чемпионат штата. По окончании обучения в школе он поступил в университет Вилланова. В своём дебютном сезоне за студенческую команду он отыграл всего 9 игр после чего травмировал правую ногу и был вынужден пропустить остаток сезона. «Уайлдкэтс» же в этом году стали чемпионами NCAA. Из-за пропуска первого сезона в следующем он продолжал считаться новичком и по его итогам был включён в сборную новичков конференции Big East . В сезоне 2017/18 годов его команда вновь стала чемпионом NCAA, а Дивинченцо в финальном матче турнира набрал рекордные для себя 31 очко и стал самым выдающимся игроком турнира. 19 апреля 2018 года он объявил что собирается выставить свою кандидатуру на драфт НБА, однако не нанял агента, сохранив возможность вернутся в университет. Но уже 29 мая он окончательно решил покинуть учебное заведение и нанял спортивного агента.

## Профессиональная карьера

### Милуоки Бакс (2018—2022)
21 июня 2018 года Дивинченцо был выбран на драфте НБА в первом раунде под общим 17 номером клубом «Милуоки Бакс», а 10 июля подписал с командой контракт. Дивинченцо пропустил большую часть своего первого сезона из-за травмы стопы. Во втором сезоне он набрал максимальные за карьеру 17 очков в победе над «Миннесотой Тимбервулвз».
16 декабря 2019 года Дивинченцо набрал 5 очков, собрал 10 подборов, сделал 9 передач и 3 перехвата в поражении от «Даллас Маверикс». 16 января 2020 года Дивинченцо набрал 19 очков и сделал 3 подбора в победе над «Бостон Селтикс». В том же сезоне он записал на свой счет 3-й по величине защитный рейтинг среди всех игроков лиги (1-й - у партнера по команде Янниса Адетокунбо).
4 мая 2021 года Дивинченцо набрал 10 очков и сделал 15 подборов в победе над «Бруклин Нетс». В итоге Дивинченцо получил чемпионский перстень, так как был частью команды 2021 года, выигравшей финал НБА, но не сыграл ни одной игры после первого раунда плей-офф из-за тяжелой травмы левой лодыжки, полученной в игре с «Майами Хит». Его травма была воспринята как проблема, из-за чего «Милуоки» мог не добиться успеха в плей-офф, поскольку никто не ожидал, что придется так часто играть с ролевыми игроками Пи Джей Такером и Пэтом Коннотоном.
25 декабря 2021 года Дивинченцо вернулся на площадку после шестимесячного перерыва, набрав 3 очка и 2 подбора за 15 минут игрового времени в матче против «Бостон Селтикс». 22 января 2022 года Дивинченцо набрал максимальные за сезон 20 очков в победе над «Сакраменто Кингз».

### Сакраменто Кингз (2022)
10 февраля 2022 года Дивинченцо был обменян в «Сакраменто Кингз» в рамках сделки с четырьмя командами, в результате которой Серж Ибака был отправлен в «Бакс». 12 февраля Дивинченцо набрал 7 очков и сделал 5 передач за 19 минут игрового времени в своем дебюте за «Кингз» в матче против «Вашингтон Уизардс».

### Голден Стэйт Уорриорз (2022—2023)
8 июля 2022 года Дивинченцо подписал контракт с «Голден Стэйт Уорриорз» на два года и 9,3 миллиона долларов. 27 января 2023 года Дивинченцо набрал 12 очков и сделал 11 передач в матче против «Торонто Рэпторс». 11 марта Дивинченцо набрал 20 очков и сделал 10 подборов в матче против «Милуоки Бакс».

### Нью-Йорк Никс (2023—2024)
Летом 2023 года Дивинченцо подписал контракт с Нью-Йорк Никс. Сумма контракта - 50 миллионов долларов.

### Миннесота Тимбервулвз (2024—настоящее время)
28 сентября 2024 года Донте вместе с Джулиусом Рэндлом были обменяны в «Миннесоту Тимбервулвз» на Карла-Энтони Таунса. Также «Миннесота» получила драфт-пик первого раунда.
15 января 2025 года в матче с «Голден Стэйт Уорриорз» Дивинченцо получил травму большого пальца левой ноги и выбыл на неопределенный срок.

## Статистика

### Статистика в НБА
| Сезон                                                                                    | Команда      | Регулярный сезон | Регулярный сезон | Регулярный сезон | Регулярный сезон | Регулярный сезон | Регулярный сезон | Регулярный сезон | Регулярный сезон | Регулярный сезон | Регулярный сезон | Регулярный сезон | Серия плей-офф | Серия плей-офф | Серия плей-офф | Серия плей-офф | Серия плей-офф | Серия плей-офф | Серия плей-офф | Серия плей-офф | Серия плей-офф | Серия плей-офф | Серия плей-офф |
| Сезон                                                                                    | Команда      | GP               | GS               | MPG              | FG%              | 3P%              | FT%              | RPG              | APG              | SPG              | BPG              | PPG              | GP             | GS             | MPG            | FG%            | 3P%            | FT%            | RPG            | APG            | SPG            | BPG            | PPG            |
| ---------------------------------------------------------------------------------------- | ------------ | ---------------- | ---------------- | ---------------- | ---------------- | ---------------- | ---------------- | ---------------- | ---------------- | ---------------- | ---------------- | ---------------- | -------------- | -------------- | -------------- | -------------- | -------------- | -------------- | -------------- | -------------- | -------------- | -------------- | -------------- |
| 2018/19                                                                                  | Милуоки      | 27               | 0                | 15,2             | 40,3             | 26,5             | 75,0             | 2,4              | 1,1              | 0,5              | 0,2              | 4,9              | Не участвовал  | Не участвовал  | Не участвовал  | Не участвовал  | Не участвовал  | Не участвовал  | Не участвовал  | Не участвовал  | Не участвовал  | Не участвовал  | Не участвовал  |
| 2019/20                                                                                  | Милуоки      | 66               | 24               | 23,0             | 45,5             | 33,6             | 73,3             | 4,8              | 2,3              | 1,3              | 0,3              | 9,2              | 10             | 1              | 16,5           | 45,1           | 33,3           | 65,0           | 3,2            | 1,2            | 0,7            | 0,3            | 6,6            |
| 2020/21                                                                                  | Милуоки      | 66               | 66               | 27,5             | 42,0             | 37,9             | 71,8             | 5,8              | 3,1              | 1,1              | 0,2              | 10,4             | 3              | 3              | 23,3           | 18,8           | 16,7           | —              | 6,3            | 2,7            | 1,0            | 0,3            | 2,7            |
| 2021/22                                                                                  | Милуоки      | 17               | 0                | 20,1             | 33,1             | 28,4             | 85,2             | 3,5              | 1,7              | 0,6              | 0,2              | 7,2              | Не участвовал  | Не участвовал  | Не участвовал  | Не участвовал  | Не участвовал  | Не участвовал  | Не участвовал  | Не участвовал  | Не участвовал  | Не участвовал  | Не участвовал  |
| 2021/22                                                                                  | Сакраменто   | 25               | 1                | 26,6             | 36,2             | 36,8             | 83,9             | 4,4              | 3,6              | 1,5              | 0,2              | 10,3             | Не участвовал  | Не участвовал  | Не участвовал  | Не участвовал  | Не участвовал  | Не участвовал  | Не участвовал  | Не участвовал  | Не участвовал  | Не участвовал  | Не участвовал  |
| 2022/23                                                                                  | Голден Стэйт | 72               | 36               | 26,3             | 43,5             | 39,7             | 81,7             | 4,5              | 3,5              | 1,3              | 0,1              | 9,4              | 13             | 1              | 18,1           | 37,5           | 34,1           | 66,7           | 3,0            | 2,8            | 0,8            | 0,2            | 5,5            |
| 2023/24                                                                                  | Нью-Йорк     | 81               | 63               | 29,1             | 44,3             | 40,1             | 75,4             | 3,7              | 2,7              | 1,3              | 0,4              | 15,5             | 13             | 13             | 35,8           | 41,9           | 86,7           | 66,7           | 4,0            | 2,6            | 1,2            | 0,9            | 17,8           |
|                                                                                          | Всего        | 354              | 190              | 25,4             | 42,8             | 37,6             | 77,1             | 4,4              | 2,8              | 1,2              | 0,3              | 10,6             | 39             | 18             | 24,0           | 40,4           | 37,7           | 75,8           | 3,6            | 2,3            | 0,9            | 0,5            | 9,6            |
| Наведите курсор мыши на аббревиатуры в заголовке таблицы, чтобы прочесть их расшифровку. |              |                  |                  |                  |                  |                  |                  |                  |                  |                  |                  |                  |                |                |                |                |                |                |                |                |                |                |                |

### Статистика в Джи-Лиге
| Сезон                                                                                    | Команда        | Регулярный сезон | Регулярный сезон | Регулярный сезон | Регулярный сезон | Регулярный сезон | Регулярный сезон | Регулярный сезон | Регулярный сезон | Регулярный сезон | Регулярный сезон | Регулярный сезон | Серия плей-офф | Серия плей-офф | Серия плей-офф | Серия плей-офф | Серия плей-офф | Серия плей-офф | Серия плей-офф | Серия плей-офф | Серия плей-офф | Серия плей-офф | Серия плей-офф |
| Сезон                                                                                    | Команда        | GP               | GS               | MPG              | FG%              | 3P%              | FT%              | RPG              | APG              | SPG              | BPG              | PPG              | GP             | GS             | MPG            | FG%            | 3P%            | FT%            | RPG            | APG            | SPG            | BPG            | PPG            |
| ---------------------------------------------------------------------------------------- | -------------- | ---------------- | ---------------- | ---------------- | ---------------- | ---------------- | ---------------- | ---------------- | ---------------- | ---------------- | ---------------- | ---------------- | -------------- | -------------- | -------------- | -------------- | -------------- | -------------- | -------------- | -------------- | -------------- | -------------- | -------------- |
| 2018/19                                                                                  | Висконсин Херд | 4                | 4                | 28,1             | 43,1             | 26,9             | 83,3             | 4,0              | 2,0              | 1,3              | 1,0              | 15,3             | Не участвовал  | Не участвовал  | Не участвовал  | Не участвовал  | Не участвовал  | Не участвовал  | Не участвовал  | Не участвовал  | Не участвовал  | Не участвовал  | Не участвовал  |
|                                                                                          | Всего          | 4                | 4                | 28,1             | 43,1             | 26,9             | 83,3             | 4,0              | 2,0              | 1,3              | 1,0              | 15,3             | Не участвовал  | Не участвовал  | Не участвовал  | Не участвовал  | Не участвовал  | Не участвовал  | Не участвовал  | Не участвовал  | Не участвовал  | Не участвовал  | Не участвовал  |
| Наведите курсор мыши на аббревиатуры в заголовке таблицы, чтобы прочесть их расшифровку. |                |                  |                  |                  |                  |                  |                  |                  |                  |                  |                  |                  |                |                |                |                |                |                |                |                |                |                |                |

### Статистика в колледже
| Сезон                                                                                   | Команда   | GP | GS | MPG  | FG%  | 3P%  | FT%  | RPG | APG | SPG | BPG | PPG  |  |
| --------------------------------------------------------------------------------------- | --------- | -- | -- | ---- | ---- | ---- | ---- | --- | --- | --- | --- | ---- |  |
| 2015/16                                                                                 | Вилланова | 9  | 1  | 8,2  | 28,6 | 17,6 | 0,0  | 1,8 | 0,4 | 0,4 | 0,0 | 1,7  |  |
| 2016/17                                                                                 | Вилланова | 36 | 1  | 25,5 | 46,6 | 36,5 | 69,9 | 3,8 | 1,7 | 0,9 | 0,3 | 8,8  |  |
| 2017/18                                                                                 | Вилланова | 40 | 10 | 29,3 | 48,1 | 40,1 | 71,0 | 4,8 | 3,5 | 1,1 | 0,2 | 13,4 |  |
|                                                                                         | Всего     | 85 | 12 | 25,4 | 46,9 | 37,8 | 70,5 | 4,0 | 2,4 | 0,9 | 0,2 | 10,2 |  |
| Наведите курсор мыши на аббревиатуры в заголовке таблицы, чтобы прочесть их расшифровку |           |    |    |      |      |      |      |     |     |     |     |      |  |